# Unokatestvér
Az unokatestvér egy oldalági rokon, legáltalánosabban valamelyik szülő testvérének a gyermeke. Megkülönböztethetünk anyai-, és apai unokatestvéreket. Annak érdekében, hogy bonyolultabb (oldalági) rokonságokat is leírhassunk, bevezetjük a fok fogalmát. Eszerint megkülönböztethetünk elsőfokú, másodfokú stb. unokatestvéreket. Ezenkívül a rokonság milyenségéből megkülönböztethetünk édes-, fél-, és mostoha-unokatestvéreket.

## Unokatestvérek fokság szerint
| Elnevezés             | Definíció                                                                                    | Legközelebbi közös felmenő                     | Megjegyzés |
| --------------------- | -------------------------------------------------------------------------------------------- | ---------------------------------------------- | --- |
| Elsőfokú unokatestvér | Valamelyik szülő testvérének a gyermeke.                                                     | nagyszülő                                      | Megeshet, hogy egy testvérpár két tagja egy másik testvérpár két tagjával nemz utódokat, ilyenkor az unokatestvérek mind a négy nagyszülője közös. Ezt nevezzük dupla-unokatestvérnek. Genetikai szempontból a dupla-unokatestvérek féltestvéreknek tekinthetők. Amennyiben ezek testvérpárok egypetéjű ikrek, gyermekeik genetikailag testvéreknek tekinthetők. |
| Másod-unokatestvér    | Valamelyik nagyszülő testvérének az unokája. / Valamelyik szülő unokatestvérének a gyermeke. | dédszülő                                       | A legközelebbi közös rokon miatt szokásos elnevezés még a dédunokatestvér. |
| Harmad-unokatestvér   | Valamelyik dédszülő testvérének a dédunokája.                                                | ükszülő                                        | Ükunokatestvér. |
| Negyed-unokatestvér   | Valamelyik ükszülő testvérének a ükunokája.                                                  | szépszülő                                      | Szépunokatestvér. |
| Ötöd-unokatestvér     | Valamelyik szépszülő testvérének a szépunokája.                                              | a szépszülő szülei, (nincs konkrét megnevezés) | |